# Icon A5
 (mai 2015).
Si vous disposez d'ouvrages ou d'articles de référence ou si vous connaissez des sites web de qualité traitant du thème abordé ici, merci de compléter l'article en donnant les références utiles à sa vérifiabilité et en les liant à la section « Notes et références ».
Dimensions
L'ICON A5, produit par le constructeur américain ICON Aircraft, est un aéronef amphibie léger. Etant conçu pour opérer aussi bien depuis la terre que l'eau tout en étant transportable par la route, il fait partie de la catégorie des aéronefs dits LSA (Light Sport Aircraft).

## Description

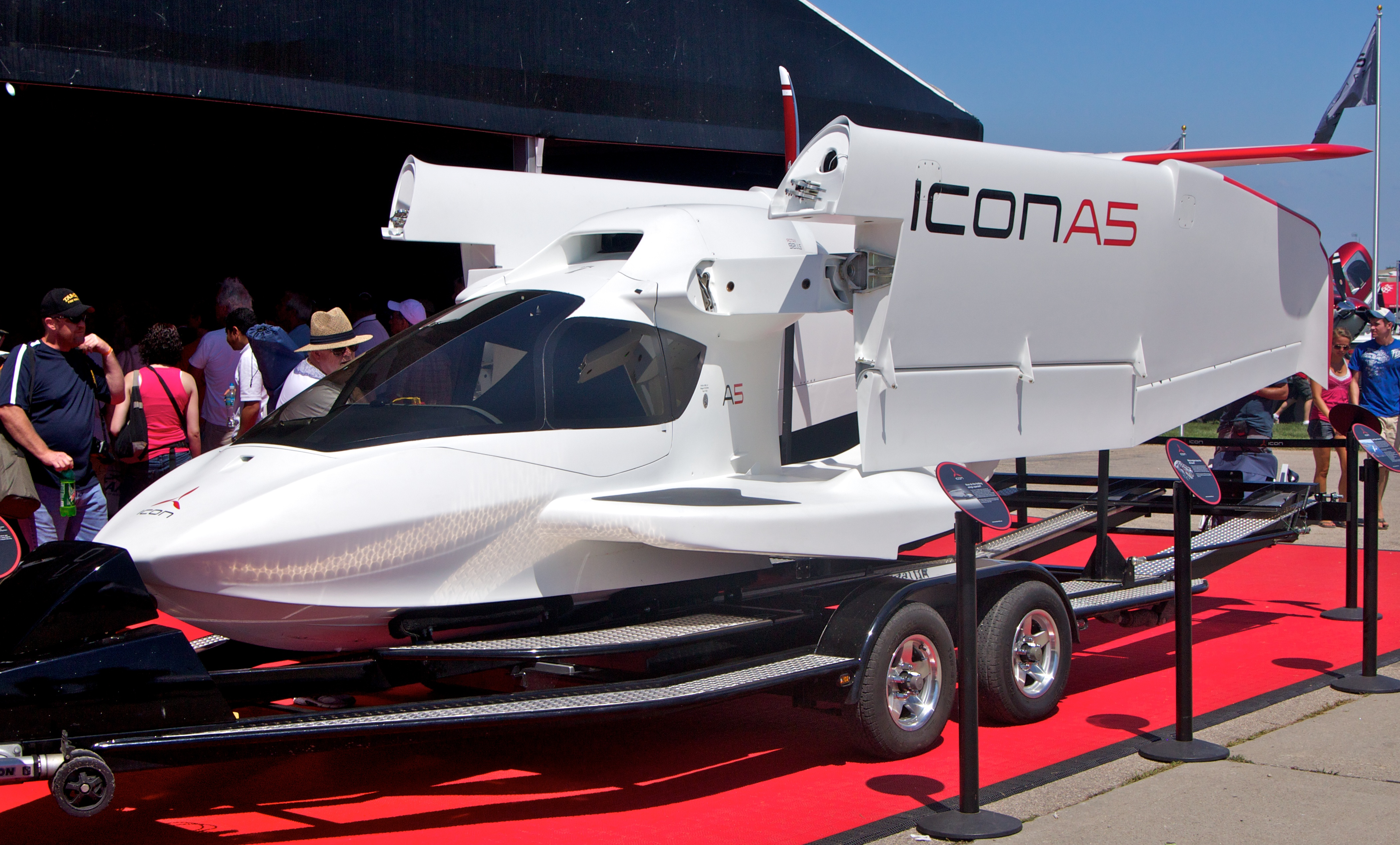
Icon A5 avec les ailes repliées

Biplace, l'ICON A5, peut emporter deux personnes à une distance de 790km grâce à son moteur 4 cylindres Rotax 912 iS Sport de 100ch à injection électronique. Doté d'un train d'atterrissage 3 points rétractable, l'A5 peut décoller puis atterrir sur l'eau comme sur terre. Construit principalement à base de fibres de carbone il affiche une masse à vide de seulement 490kg.
Contrairement à la plupart des autres aéronefs, et bien qu'il dispose de doubles commandes, l'instrumentation est située principalement sur la partie gauche du poste de pilotage. Cette particularité tient au fait que l'avion s'inspire directement du monde de l'automobile puisque Klaus Tritschler, anciennement directeur de la création chez BMW Group DesignworksUSA, a rejoint ICON Aircraft en tant que vice-président chargé du Design en 2011. Il semblerait donc que le profil des tableaux de bord automobiles aient été repris par le constructeur californien.

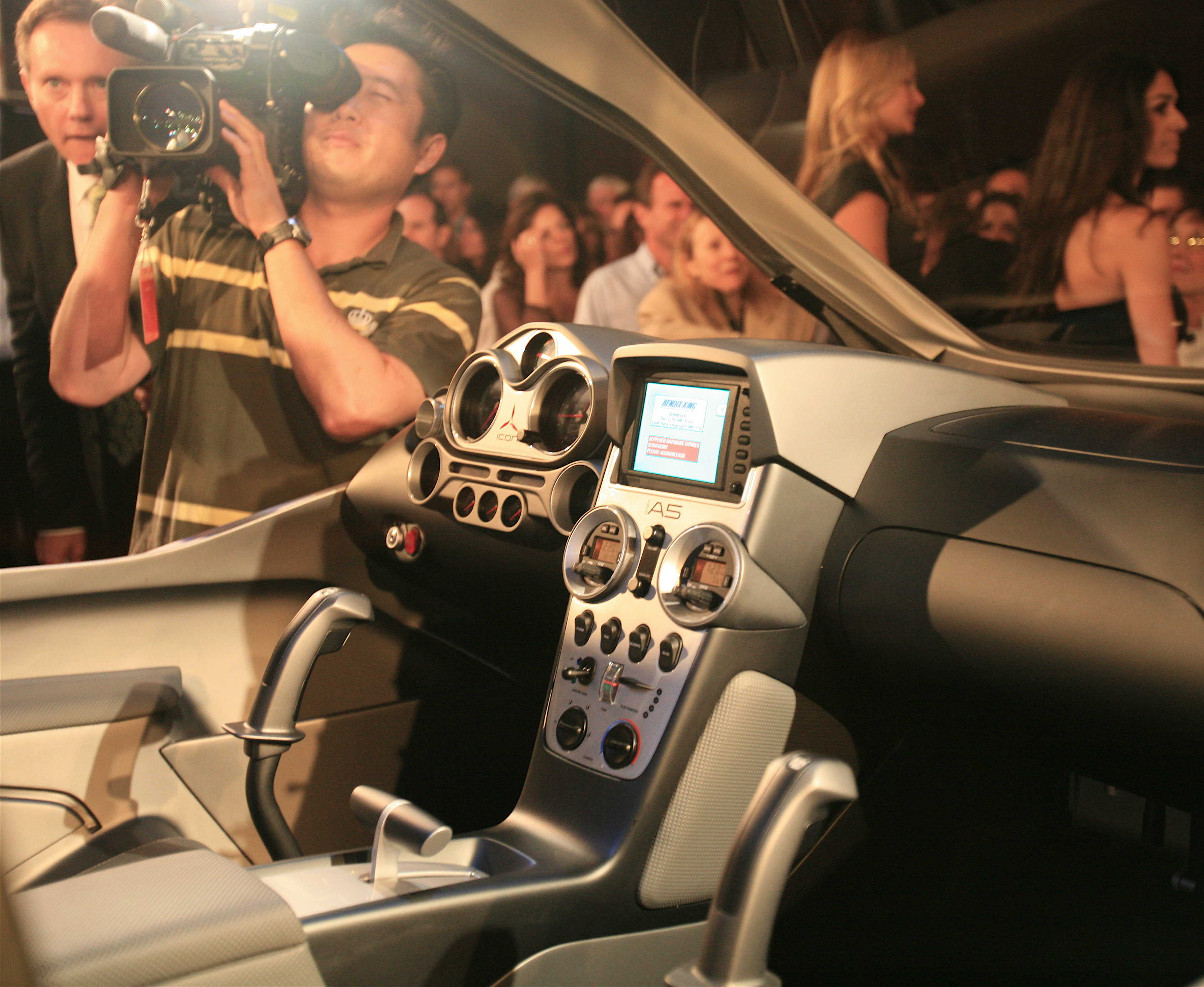
Intérieur de l'ICON A5

Autre particularité de l'A5: le positionnement de son moteur. Celui-ci n'est en effet pas à l'avant de l'aéronef, mais au centre de son axe longitudinal, c'est-à-dire juste derrière le cockpit. Dès lors, l'A5 utilise une hélice propulsive Sensenich dont chacune des trois pales -composée de fibre de verre et de carbone - est renforcée, en son bord d'attaque, par une protection métallique.
Ses ailes, située au niveau de l'axe moteur et faites intégralement en fibres de carbone, peuvent être repliées manuellement le long du fuselage pour des raisons de transport ou de stockage. L'A5 est en effet conçu pour pouvoir être transporté sur route, en le disposant sur une remorque, après avoir retiré son stabilisateur. Replié de la sorte, son envergure n'est plus que de 2,34 mètres contre 10,61 mètres en conditions de vol.
Sous ses ailes, l'A5 dispose de deux sponsons, nommés SeawingsTM, qui garantissent à l'aéronef une stabilité accrue sur l'eau en diminuant les effets de roulis et de tangage. Ces protubérances accueillent en outre le train d'atterrissage une fois rétracté, et procure un accès facilité au cockpit.
Le 22 juillet 2019, ICON Aircraft a indiqué avoir livré le 100ème exemplaire de l'unique appareil qu'elle produit: l'A5.

## Systèmes de sécurité
Souhaitant construire un aéronef accessible, simple d'utilisation et sûr, plusieurs systèmes de sécurité ont été spécifiquement installés à bord de l'A5.

### Indicateur et sonde d'incidence (AoA Gauge)
Le premier système devant rendre l'utilisation de l'A5 sécurisant pour ses passagers est la présence d'un indicateur d'incidence, communément appelé indicateur d'angle d'attaque (Angle of Attack).
Situé au sommet du tableau d'instrumentation, ce qui en fait un des instruments de référence dans le pilotage de l'appareil, il permet d'indiquer au pilote dans quelle mesure l'aile génère la portance nécessaire à la sustentation de l'avion. Dès lors, il est un indicateur fiable du risque de décrochage de l'appareil.

### Spin Resistant Airframe(Appareil résistant aux vrilles)
L'incapacité d'un pilote à sortir d'une vrille étant une source courante d'accidents dramatiques, les mises en vrille et les décrochages incontrôlés représentant 41% des accidents mortels, ICON Aircraft a fait de l'A5 le premier avion de la catégorie LSA a ne pouvoir entrer en vrille. L'A5 fait dès lors partie des rares appareils à avoir rempli l'intégralité des conditions posées par le standard Part 23 de la FAA à la suite de plus de 360 essais différents.

### Système de parachute (IPS)
Le système de parachute intégré à la cellule de l'avion, l'ICON Parachute system (IPS), permet, s'il est actionné par le pilote, de déclencher l'ejection puis le déploiement d'un parachute permettant - normalement - à l'avion d'atterrir en toute sécurité. ICON Aircraft clame que plus de 300 vies ont été sauvées par ces technologies.
Si de tels systèmes de parachutes balistiques se généralisent dans l'aviation de loisir, il est à noter que son utilisation peut être catastrophique dans certains cas tels que le déploiement involontaire ou l'incendie à bord.

## Fabrication
La fabrication de l'A5 prend place dans les deux usines que possède ICON Aircraft, l'une située à Tijuana au Mexique, l'autre à Vacaville en Californie.

### Fabrication des pièces en composites - Tijuana, Mexique
La fabrication des éléments en fibre de carbone et de verre qui composent l'ICON A5 (ailes, fuselages, ...) prend place dans l'usine d'ICON Composite technologies, située à Tijuana, Mexique, proche de la frontière américaine.

### Assemblage final - Vacaville, CA, USA
Une fois produite à l'usine de Tijuana, les pièces sont envoyées à l'usine ICON Aircraft de Vacaville, Californie, afin de procéder à l'assemblage final puis à la peinture de l'appareil.

## Accidents

### ClearWater, Florida
Le 7 novembre 2017, Roy Halladay, joueur de baseball à la retraite, s'écrase à bord de son ICON A5 immatriculé N922BA près de Clearwater, Floride. Le pilote, seul à bord au moment des faits, a été mortellement blessé après que son avion ait percuté l'eau alors qu'il effectuait des manœuvres à très basse altitude près des côtes.
Roy Halladay, bien que pilote expérimenté puisque ayant 721 heures de vol à son actif sur différents appareils, n'avait néanmoins que 14,5 heures de vol sur un ICON A5. Il s'est écrasé seulement 23 minutes après avoir décollé d'un lac privé.
Le NTSB a mis en cause l'état du pilote. L'une des raisons possibles à cet accident était la combinaison de manœuvres à haute inclinaison, basse altitude, ainsi que la consommation de médicaments(notamment " un cocktail composé de somnifère, d’amphétamine, de morphine, d’un relaxant musculaire, et d’anti-dépresseur") .

## L'ICON A5 dans la culture populaire
L'A5 de ICON Aircraft apparait dans plusieurs jeux de simulation de vol: 

### X-Plane 11
L'ICON A5 n'étant pas disponible nativement sur X-Plane 11, un modèle de l'aéronef a été développé par VSKYLABS, un studio indépendant spécialisé dans la simulation d'engins expérimentaux.

### Microsoft Flight Simulator
L'ICON A5 est présent nativement sur la dernière version du logiciel de simulation de vol Microsoft Flight Simulator, dès sa sortie officielle le 18 Août 2020. Il est à noter que l'appareil était déjà présent dans la précédente mouture du jeux développé par les studios Microsoft sortie en 2012 : Microsoft Flight.